# Neivamyrmex planidorsus
Neivamyrmex planidorsus är en myrart som först beskrevs av Carlo Emery 1906.  Neivamyrmex planidorsus ingår i släktet Neivamyrmex och familjen myror. Inga underarter finns listade i Catalogue of Life.